# نگراس
نگراس (به اسپانیایی: Nogueras) یک شهرستان در اسپانیا است که در استان تروئل واقع شده‌است.

## خصوصیات
نگراس ۱۸ کیلومترمربع مساحت و ۱۸ نفر جمعیت دارد.